# Bundestagswahlkreis Bernburg – Aschersleben – Quedlinburg
Der Bundestagswahlkreis Bernburg – Aschersleben – Quedlinburg war von 1990 bis 2002 ein Wahlkreis in Sachsen-Anhalt. Er besaß die Nummer 290 und umfasste den Landkreis Bernburg, den Landkreis Aschersleben und den Landkreis Quedlinburg. Im Zuge der Reduzierung der Anzahl der Wahlkreise in Sachsen-Anhalt von dreizehn auf zehn bei der Wahlkreisreform von 2002 wurde das Gebiet des Wahlkreises auf die Wahlkreise Harz, Börde und Bernburg – Bitterfeld – Saalkreis aufgeteilt.
Der letzte direkt gewählte Wahlkreisabgeordnete war Eberhard Brecht (SPD).

## Wahlkreissieger
| Wahl | Name               | Partei | Erststimmen |
| ---- | ------------------ | ------ | ----------- |
| 1998 | Eberhard Brecht    | SPD    | 45,3 %      |
| 1994 | Reiner Krziskewitz | CDU    | 39,7 %      |
| 1990 | Reiner Krziskewitz | CDU    | 43,0 %      |